# 莫利莫克島
54°1′S 37°19′W / 54.017°S 37.317°W

莫利莫克島在島嶼灣的位置

莫利莫克島是南極洲的島嶼，位於南喬治亞島島嶼灣北部，處於克雷森特島和錫沃德岩之間，在1912至1913年被繪入地圖。